# Evangelische Kirche Blasbach

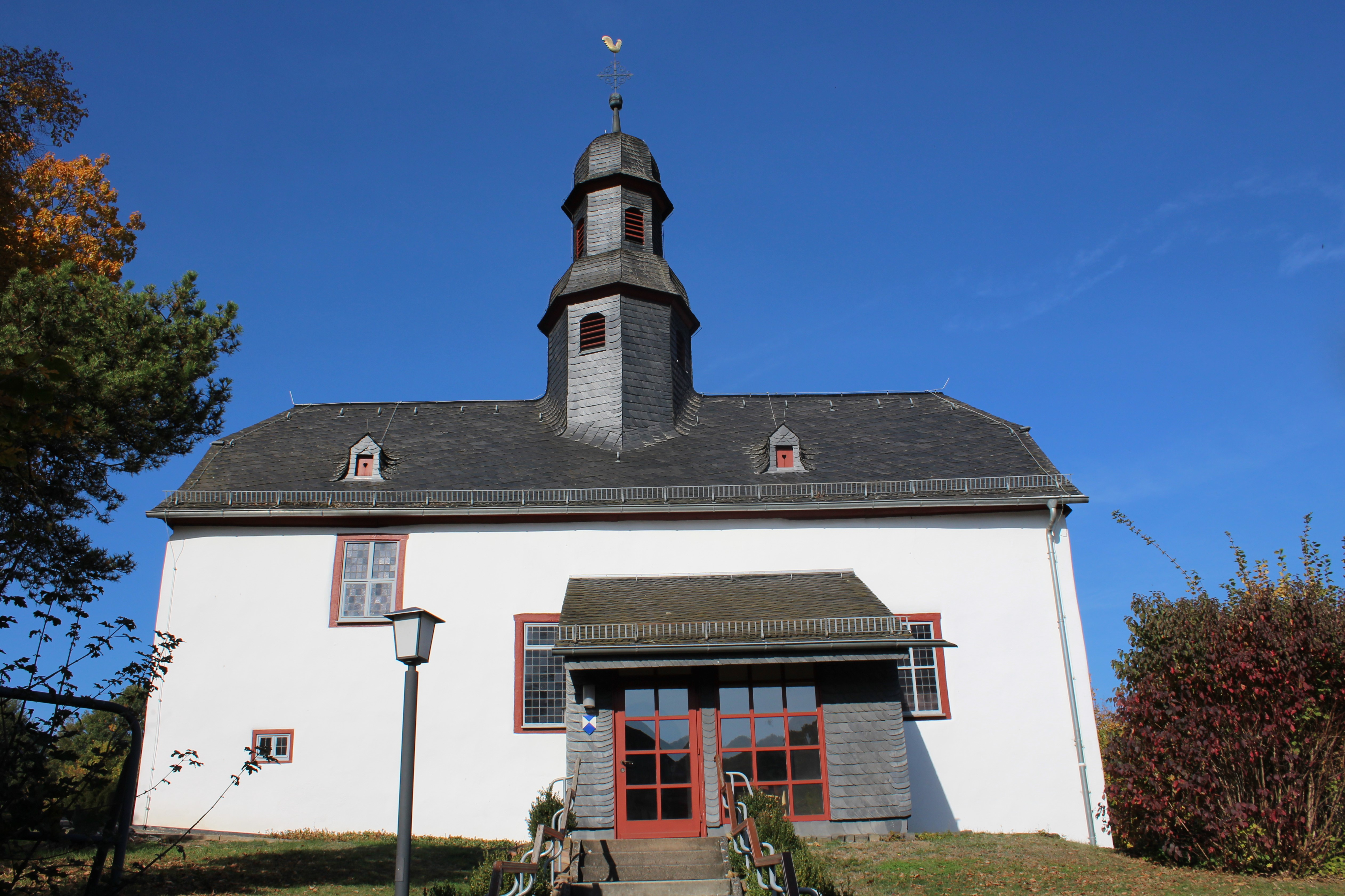
Kirche in Blasbach von Süden

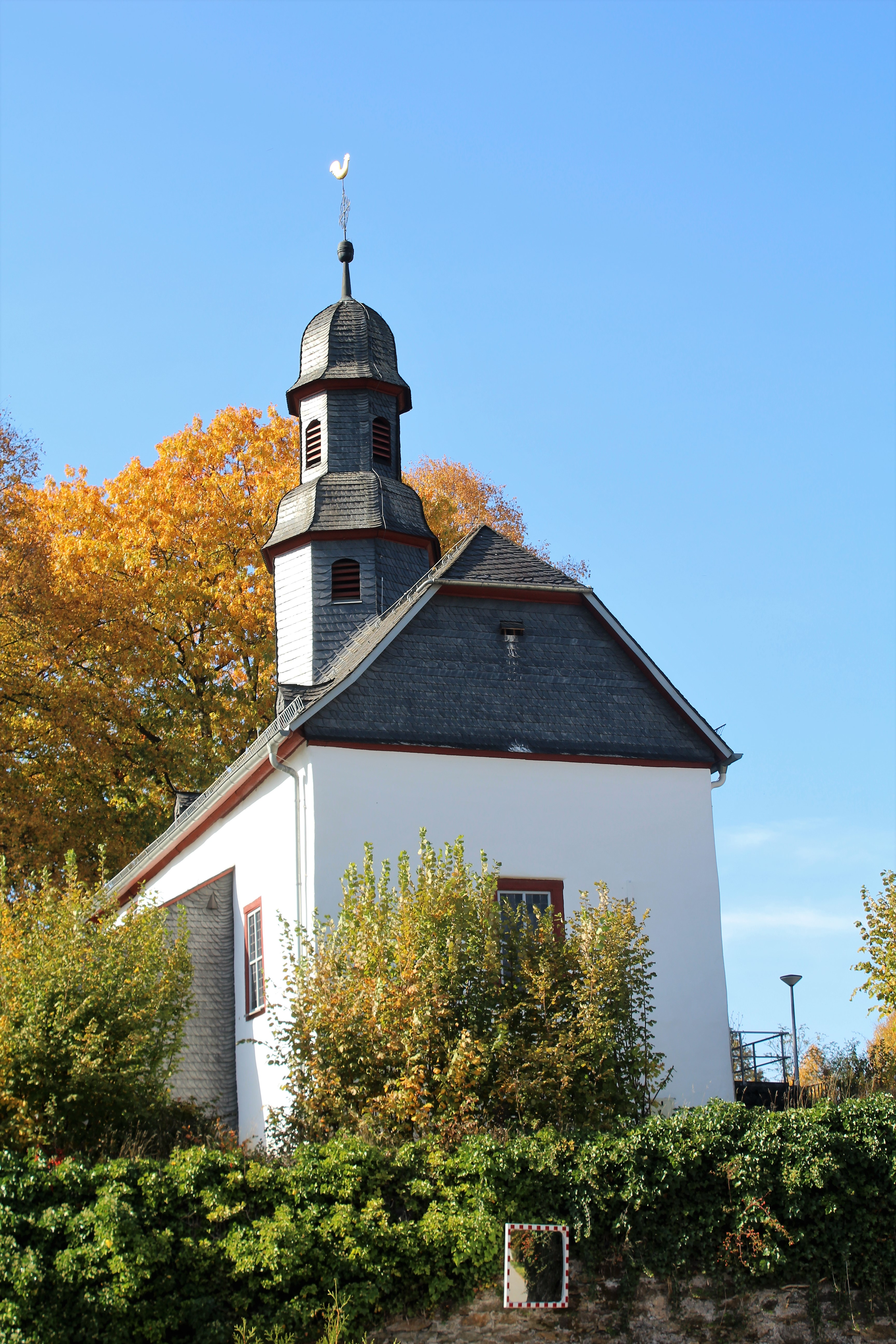
Kirche in Blasbach von Osten

Die Evangelische Kirche ist ein denkmalgeschütztes Kirchengebäude in Blasbach, einem Stadtteil von Wetzlar im Lahn-Dill-Kreis (Hessen). Die im Kern gotische Saalkirche mit Schopfwalmdach erhielt in den Jahren 1712–1716 ihre heutige Gestalt samt der barocken Ausstattung und dem zweigeschossigen Haubendachreiter.

## Geschichte
Eine Kirche in Blasbach wird bereits im Jahr 787 im Lorscher Codex erwähnt, als ein Eberhart von Blasbach eine Eigenkirche und weiteren Besitz samt vier Leibeigenen dem Kloster Lorsch schenkte: „pago Logenehe in uilla Blasbach mansum I et Ecclesiam que ibidem constructa est“ (im Gau Lahnau im Dorf Blasbach eine Hofreite, eine Kirche, die dort errichtet ist). Damit gehört die Blasbacher Kirche zu den ältesten im Lahn-Dill-Gebiet. Das ursprüngliche Patrozinium ist nicht bekannt. Bauliche Reste dieser fränkischen Kirche sind nicht nachgewiesen. Das Kloster Schiffenberg hatte hier im Jahr 1150 zwei Leibeigene. Die Kirche der Herren von Blasbach ging im 13. Jahrhundert an die Grafen von Solms über. Für das Jahr 1307 ist ein Pfarrer namens Werner und für 1365 ein Pleban nachgewiesen. Ab 1432 ging das Patronatsrecht an die Grafen von Solms-Hohensolms über. Blasbach gehörte im ausgehenden Mittelalter zum Dekanat (Archipresbyterat) Wetzlar im Archidiakonat St. Lubentius Dietkirchen im Bistum Trier.
Mit Einführung der Reformation ab 1526 wechselte die Kirchengemeinde zum evangelischen Bekenntnis. Erster Pfarrer des neuen Glaubens war Anton Thönges Schuler, der von 1558 bis 1574 in Blasbach wirkte. Weder vor noch nach der Reformation hatte Blasbach eine Filialkirche. Um 1606 nahm die Gemeinde das reformierte Bekenntnis an, um 1624 endgültig zum lutherischen zurückzukehren. Möglicherweise hielt die Gemeinde aber auch ununterbrochen an der lutherischen Tradition fest, während das benachbarte Hohensolms reformiert wurde. Pfarrer Justus Hannewaker musste 1624 Blasbach verlassen, weil er das reformierte Bekenntnis vertrat.
Die eingreifende Erneuerung der Kirche, deren gotisches Mauerwerk zum Teil einbezogen wurde, wurde am 11. November 1712 mit einer Kirchweihe gefeiert. Weitere Arbeiten folgten bis 1716 und wurden im Jahr 1717 abgeschlossen. Eine Renovierung der Kirche oder gar eine Erweiterung nach Osten wurde im Jahr 1785 durchgeführt. Im Jahr 1817 trat die Kirchengemeinde der Evangelischen Kirche der altpreußischen Union bei. An der Ostseite wurde 1851 eine Empore samt Orgel eingebaut.
Im Jahr 1923 wurden Kirche und Dorf elektrifiziert. Bis 1925 ermöglichte ein schmaler Brettervorbau an der Westseite, der bis in den Giebel reichte, den Zugang zum Dachboden. Eine Innenrenovierung im Jahr 1962 schloss den Einbau einer neuen Orgel und die Freilegung der Deckenmalereien ein. Seit 1971 sind die Kirchengemeinden in Blasbach und Hohensolms pfarramtlich verbunden. Im Zuge der Außenrenovierung im Jahr 1982 erhielt die Nordseite einen Vorbau für das Treppenhaus zu den Emporen und für den Geräteschuppen. An der Südseite entstand ein Vorbau, der als Windfang dient.
Die Kirchengemeinde Blasbach gehört zum Evangelischen Kirchenkreis an Lahn und Dill in der Evangelischen Kirche im Rheinland. Die Pfarrstelle für die Evangelischen Kirchengemeinden Hohensolms und Blasbach wurde Ende 2019 aufgehoben. Seit dem 1. Januar 2020 besteht eine pfarramtliche Verbindung mit der evangelischen Kirchengemeinde Aßlar (Bezirk 2). Gleichzeitig gibt es Zusammenarbeit mit der evangelischen Kirchengemeinde Hermannstein, die zur Evangelischen Kirche in Hessen und Nassau gehört.

## Architektur

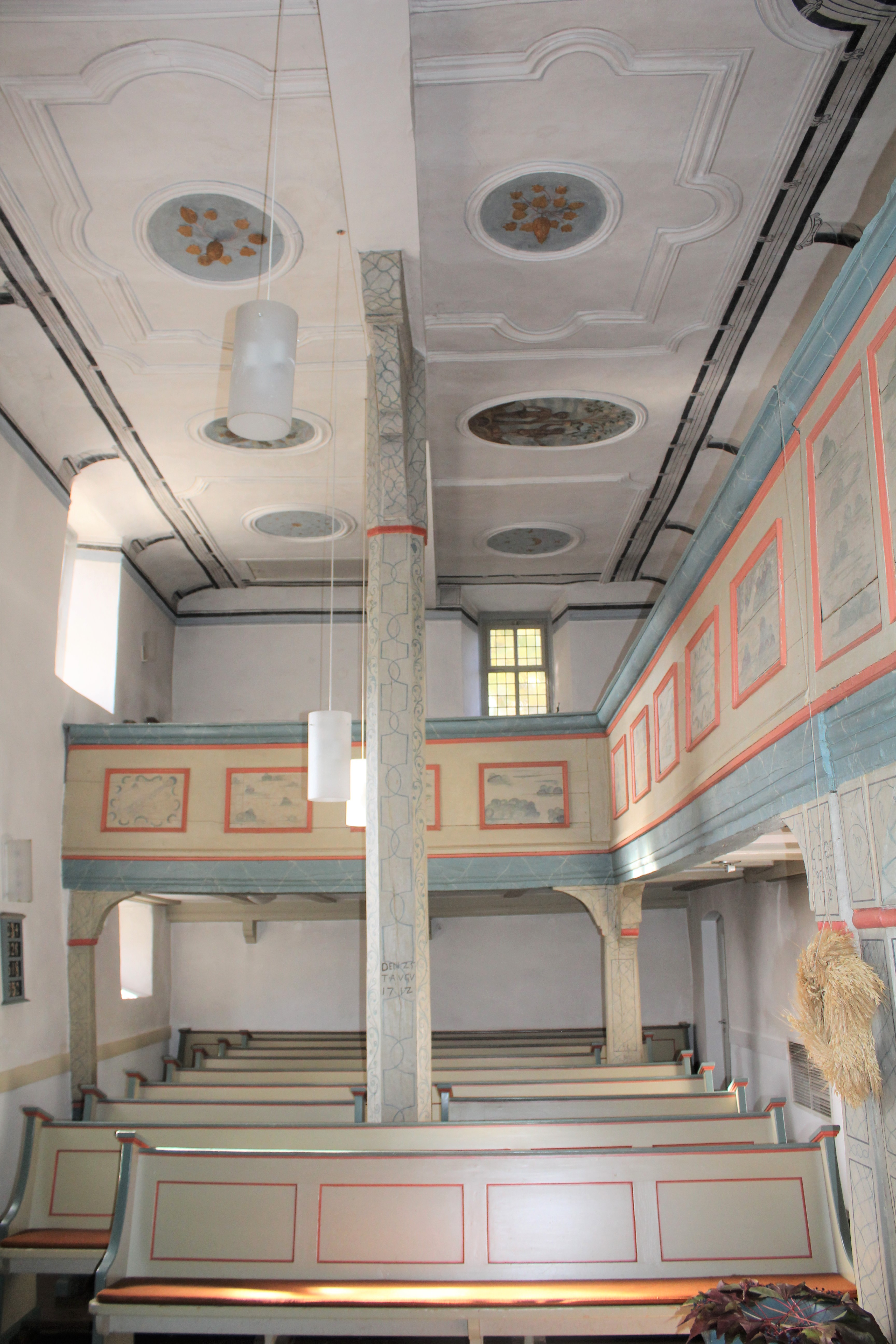
Innenraum mit Längsunterzug

Der geostete Saalbau aus weiß verputztem Bruchsteinmauerwerk ist im Ortszentrum an der Hauptstraße auf einer Anhöhe errichtet. Dem im Westen und Osten abgewalmten Satteldach ist etwa mittig ein zweigeschossiger Haubendachreiter aufgesetzt. Die Südseite ist mit zwei kleinen Gauben bestückt. Dach, Dachreiter und Giebel sind vollständig verschiefert. Konstruiert ist der Dachstuhl als liegender Stuhl. 
Der achtseitige Dachreiter hat in beiden Geschossen kleine Schallöffnungen mit Stichbogen für das Geläut. Die Welsche Haube wird von einem vergoldeten Wetterhahn mit einem verzierten Kreuz und Turmknauf bekrönt.
Der Innenraum wird durch an der Nordseite und an beiden Giebelseiten durch je ein Rechteckfenster und an der Südseite durch mehrere Rechteckfenster unterschiedlicher Größe und in unterschiedlicher Höhe belichtet. Die Kirche wird durch ein spitzbogiges Südportal erschlossen, dessen Türblatt erhalten ist. Beide Vorbauten von 1982 sind verschiefert und haben ein Pultdach. Der nördliche Anbau dient als Nebeneingang und als Außenzugang zu den Emporen.

## Ausstattung

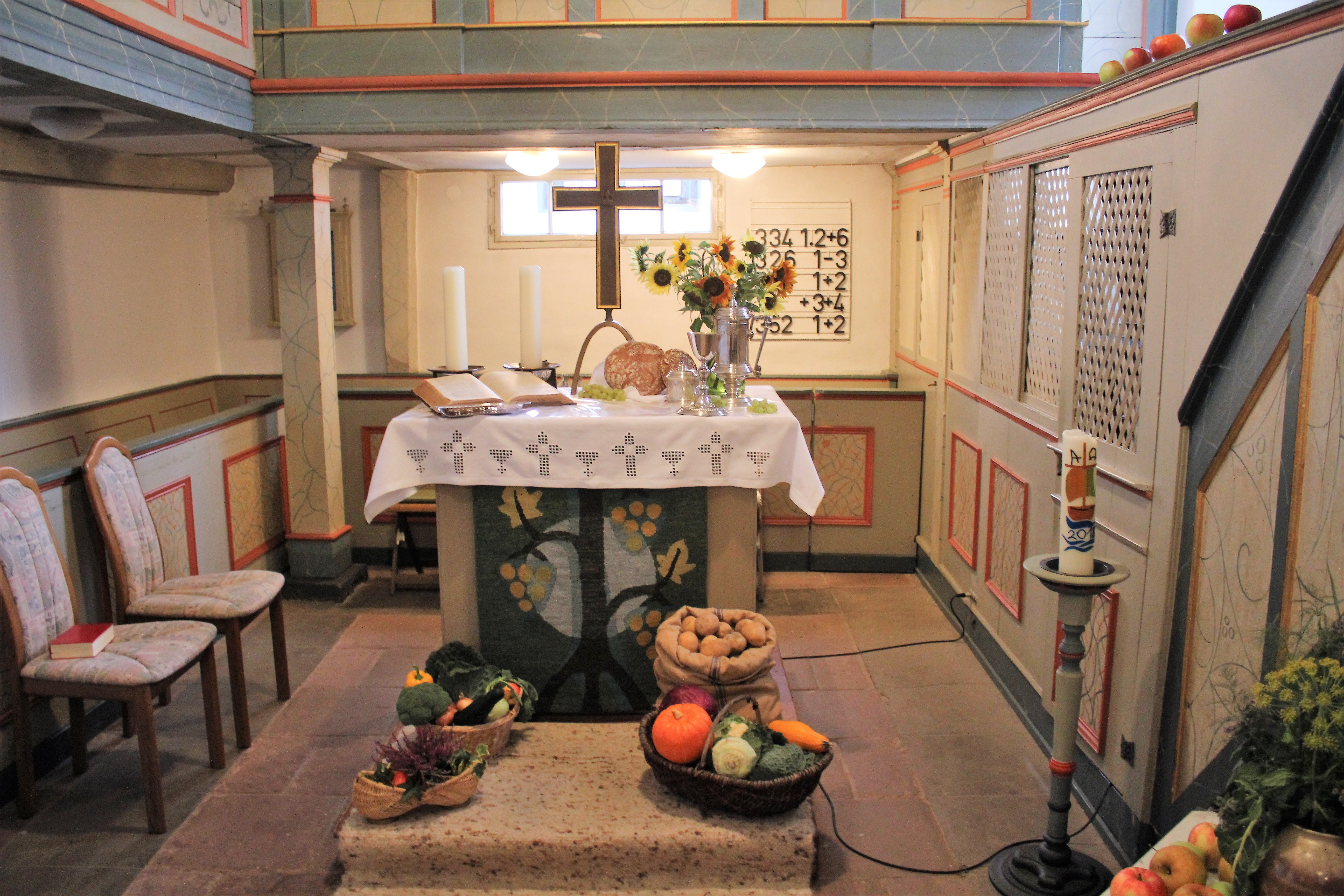
Altarbereich

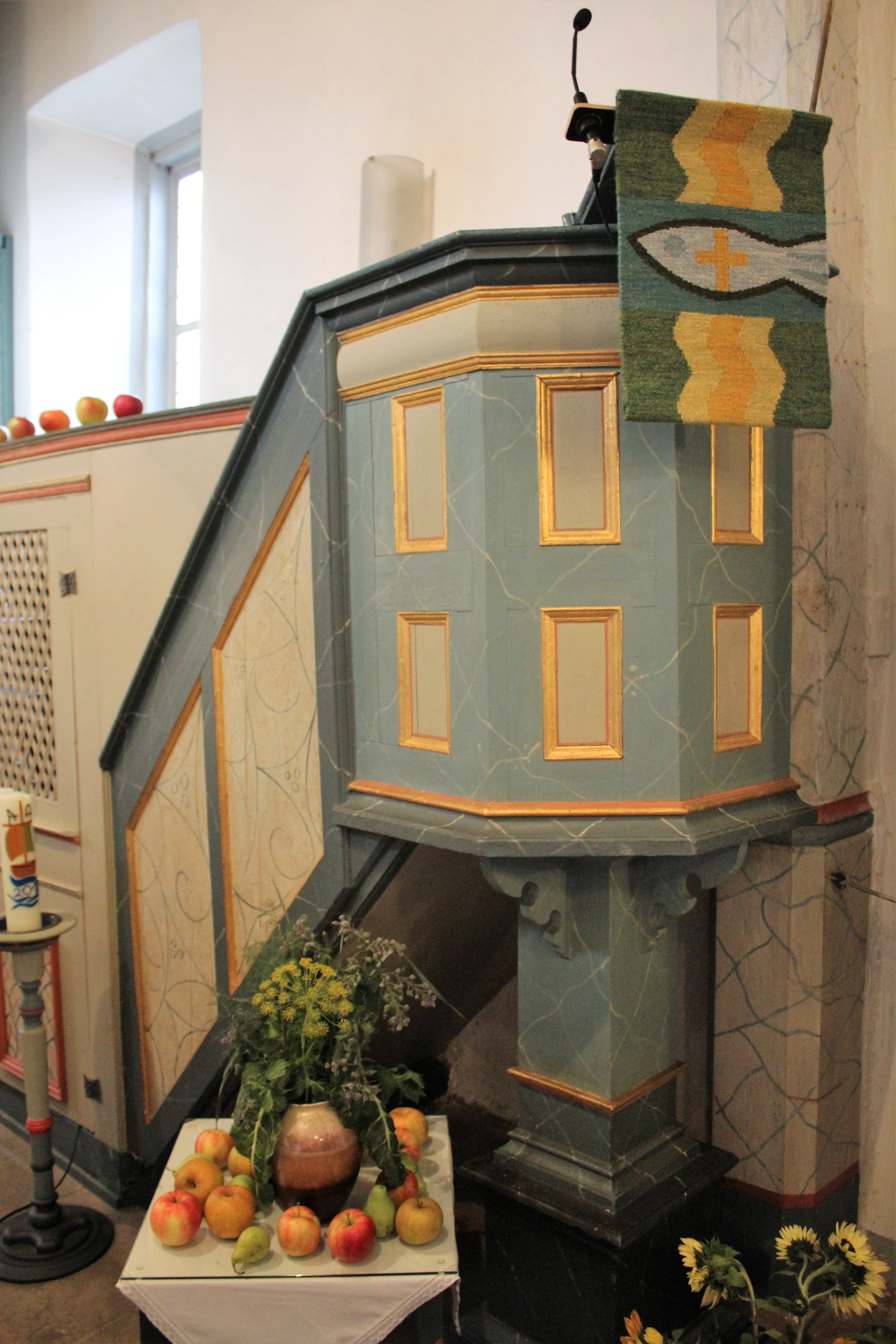
Kanzel

Die Spiegeldecke mit Längsunterzug ruht auf einem achtseitigen Mittelpfosten mit Kopfbändern. Die Inschrift „DEN 25 T · AVGV 1712“ weist auf das Datum der Errichtung des Dachstuhls durch den Licher Zimmermeister Johann Conrad Paar. Der Längsunterzug wird im Osten von einem Querbalken gestützt, der an der Südwand von einem Wandpfosten getragen wird, an dem die Kanzel angebracht ist. Die Stuckdecke wird optisch durch gemalte Säulen gestützt und durch acht Bildmedaillons und geometrische Figuren verziert. Zwei runde Spiegel zeigen über der Westempore Mond und Sterne und die nächsten beiden ovalen Spiegel Adam und Eva und einen Engel. Weiter östlich sind in zwei runden Spiegeln plastische Traubengehänge mit Weinlaub gestaltet. Zwei ovale Spiegel über der Orgel stellen Sonne und Sterne dar. Vermutlich datiert die Stuckdecke von 1775.
Im Westen und Norden wurde 1712 eine Winkelempore eingebaut, die auf viereckigen Pfosten mit Kopfbändern ruht. Der mittlere Pfosten der Nordempore trägt die Inschrift „G · E · ABE PFARR 1712“, die auf Pfarrer Georg Eberhard Abeckern hinweist, der von 1704 bis 1741 die Gemeinde betreute. Die Brüstung hat kassettierte Füllungen mit schlichten Wolkenmalereien. Die Ostempore von 1851 dient als Aufstellungsort für die Orgel. Eine gemalte Kreuzigungsgruppe an der Ostwand (heute hinter der Orgel) hat eine datierte Inschrift: „DOMVS RENOVATA / ANNO CHRISTI DIE 16. / SEPTEMBER 1775 / SVB PASTORATV… / CHRISTIANI PAVLI COLERI / G . W . [?]“.
Ältestes Ausstattungsstück ist das hölzerne Taufbecken in Form einer achteckigen Säule mit der Inschrift „1611 den 27 julius“. Der schlichte Blockaltar mit überstehender Platte ist um eine Stufe erhöht und aus Holz gefertigt. Die hölzerne Kanzel entstand im 18. oder 19. Jahrhundert, vielleicht 1851 im Zusammenhang mit dem Bau der Ostempore und der Orgel. Der polygonale Kanzelkorb ruht auf einem profilierten viereckigen Fuß. Die Kanzelfelder haben kleine hochrechteckige Füllungen in zwei Ebenen. Der Kanzelkorb hat oben und unten profilierte umlaufende Gesimskränze. Ihm entspricht ein achtseitiger profilierter Schalldeckel. Der Kanzelaufgang geht in einen hölzernen Pfarrstuhl über, der bis an die Ostwand reicht und im unteren Bereich kassettierte Füllungen und im oberen Bereich durchbrochenes Rautenwerk hat. Der Pfarrstuhl verbirgt den Treppenaufgang zur Ostempore. Das hölzerne Kirchengestühl bildet einen Mittelblock und ist auf Altar und Kanzel ausgerichtet.

## Orgel

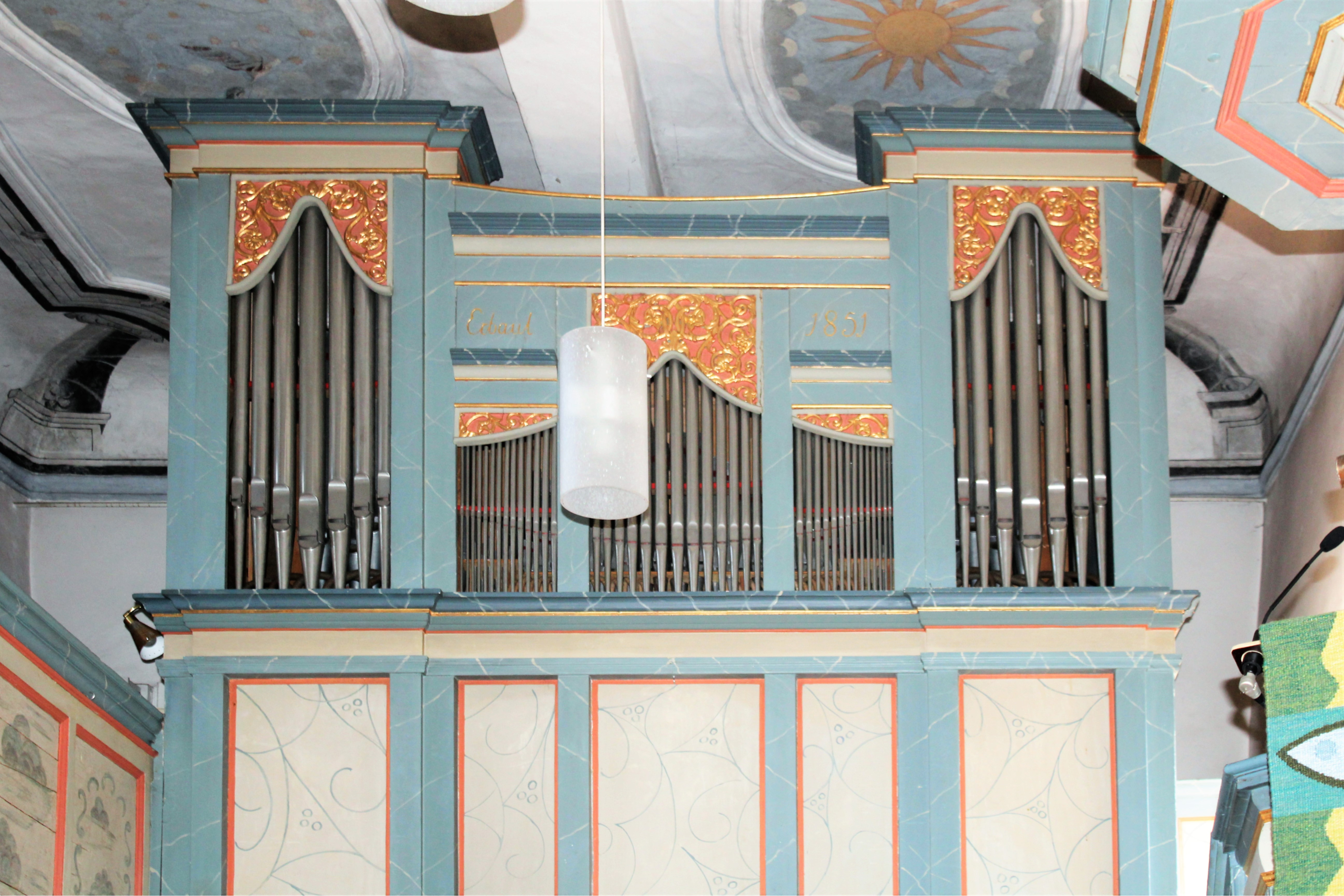
Orgelprospekt von 1851

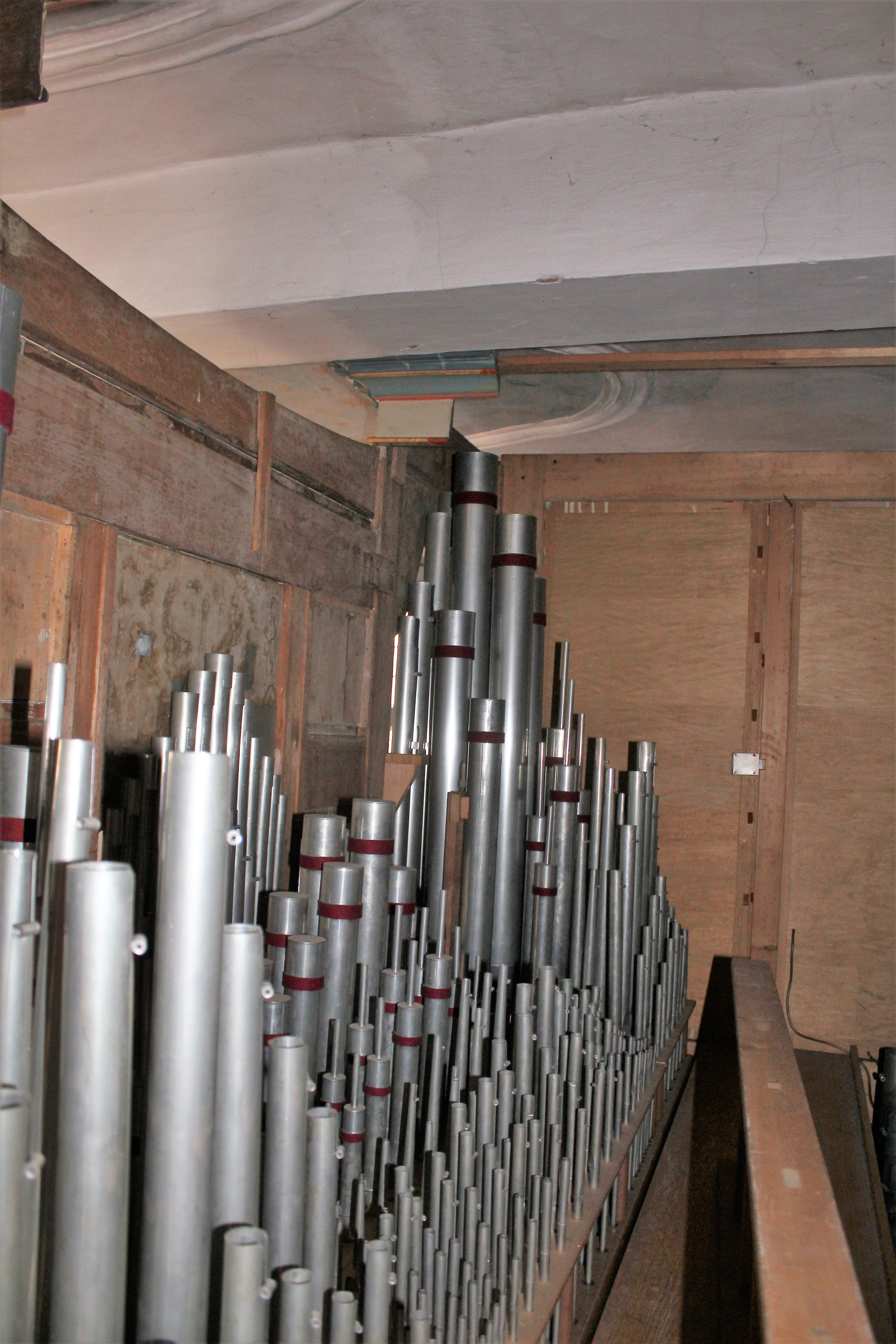
Blick ins Orgelinnere

Die Orgel wurde im Jahr 1851 mit neun Registern auf einem Manual und Pedal gebraucht erworben und von Friedrich Ziese auf der neuen Ostempore eingebaut. Der Orgelbauer empfahl 1853 die Erweiterung um ein zweites Manual, was aber nicht ausgeführt wurde. Die Licher Firma Förster & Nicolaus Orgelbau baute 1962 hinter dem historischen Prospekt ein neues Orgelwerk mit sieben Registern. Im Jahr 1963 erfolgte die Einweihung. Die Disposition lautet wie folgt:
| Manual C–f3   |       |
| Gedackt       | 8′    |
| Prinzipal     | 4′    |
| Rohrflöte     | 4′    |
| Spitzflöte    | 2′    |
| Mixtur III–IV | 1 ⁄3′ |

| Pedal C–f1 |     |
| Subbass    | 16′ |
| Oktavbass  | 8′  |

- Koppeln: I/P

## Geläut
Der neue Dachreiter erhielt 1717 durch Umguss einer älteren Glocke eine kleine Glocke. Da die große Glocke aus der alten Kirche nicht mehr in den Dachreiter passte, wurde sie 1728 von Rincker umgegossen. Sie ging in den Kriegswirren des 18. Jahrhunderts verloren, sodass die Gemeinde 1767 eine neue Glocke von Henschel anschaffte. Die kleine Glocke wurde 1805 durch eine ersetzt, die Rincker 1803 gegossen hatte (155 kg). Sie hatte folgende Inschrift: „Ich nehme Deil an Freud und Leid und rufe euch zur Seligkeit. Rincker von Leun goss mich 1803“. 1917 an die Rüstungsindustrie abgeliefert, wurde sie 1922 durch Rincker ersetzt, 1940 abgeliefert und 1949 wiederum ersetzt. Die kleine Glocke trägt die Inschrift der 1922 abgelieferten Glocke.
| Nr. | Gussjahr | Gießer, Gussort | Masse (kg) | Schlagton | Inschrift | Bild |
| --- | -------- | --------------- | ---------- | --------- | --- | ---- |
| 1   | 1767     | Jakob Henschel  |            | h1        | „In Gottes Namen floß ich / Jakob Hunschel goß mich [+ Namen]“                                                            |      |
| 2   | 1949     | Rincker, Sinn   | 170        | d2        | „Den fürs Vaterland Gefallenen: / Ich gab mein Erz. Sie gaben ihr Herz. / Geh’ himmelwärts. / W. Rinker goß mich AD 1922“ |      |